# Dmitrij Romanin
Dmitrij Wasiljewicz Romanin (ros. Дмитрий Васильевич Романин, ur. 1929, zm. 1996) – radziecki działacz partyjny.
Zaocznie ukończył Królewiecki Techniczny Instytut Przemysłu i Gospodarki Rybnej, od 1951 był funkcjonariuszem Komsomołu, w 1952 został członkiem KPZR. W latach 1972–1981 I sekretarz Komitetu Miejskiego KPZR w Królewcu, między 1981 a 1983 sekretarz, od czerwca 1983 do 14 stycznia 1984 II sekretarz, a od 14 stycznia 1984 do 7 września 1989 I sekretarz Komitetu Obwodowego KPZR w Królewcu, następnie na emeryturze. Od 6 marca 1986 do 2 lipca 1990 zastępca członka KC KPZR. Deputowany do Rady Najwyższej ZSRR XI kadencji.